# COSMO (station de radio allemande)
Pour les articles homonymes, voir Cosmo.
COSMO, anciennement Funkhaus Europa, est une station de radio allemande publique musicale interculturelle, appartenant à la Westdeutscher Rundfunk (WDR) et Radio Bremen en collaboration avec la Rundfunk Berlin-Brandenburg (RBB).

## Histoire
Le 30 août 1998, la station de radio de Funkhaus Europa a été créée après plusieurs mois de préparation par la WDR et Radio Bremen en diffusant sur la Rhénanie-du-Nord-Westphalie et Brême. 
Depuis le 1er janvier 2009, Funkhaus Europa peut être entendu à Berlin et des parties du Brandebourg en collaborant avec la RBB sur les anciennes fréquences de Radiomultikulti.
Le 1er janvier 2017, Funkhaus Europa a été renommé en « COSMO ».

## Identité visuelle

### Logos

#### WDR

Logo de Funkhaus Europa (WDR) de 1998 à 2008
Logo de Funkhaus Europa (WDR) de 2008 à 2016
Logo de Funkhaus Europa (WDR) de 2016 à 2017
Logo de COSMO depuis le 1er janvier 2017

| - Logo de Funkhaus Europa (Radio Bremen) de 1998 à 2016 - Logo de Funkhaus Europa (Radio Bremen) de 2016 à 2017 - Logo de Bremen COSMO depuis le 1er janvier 2017 | - Logo de Funkhaus Europa (RBB) de 2009 à 2017 - Logo de COSMO depuis le 1er janvier 2017 |

#### Radio Bremen

Logo de Funkhaus Europa (Radio Bremen) de 1998 à 2016
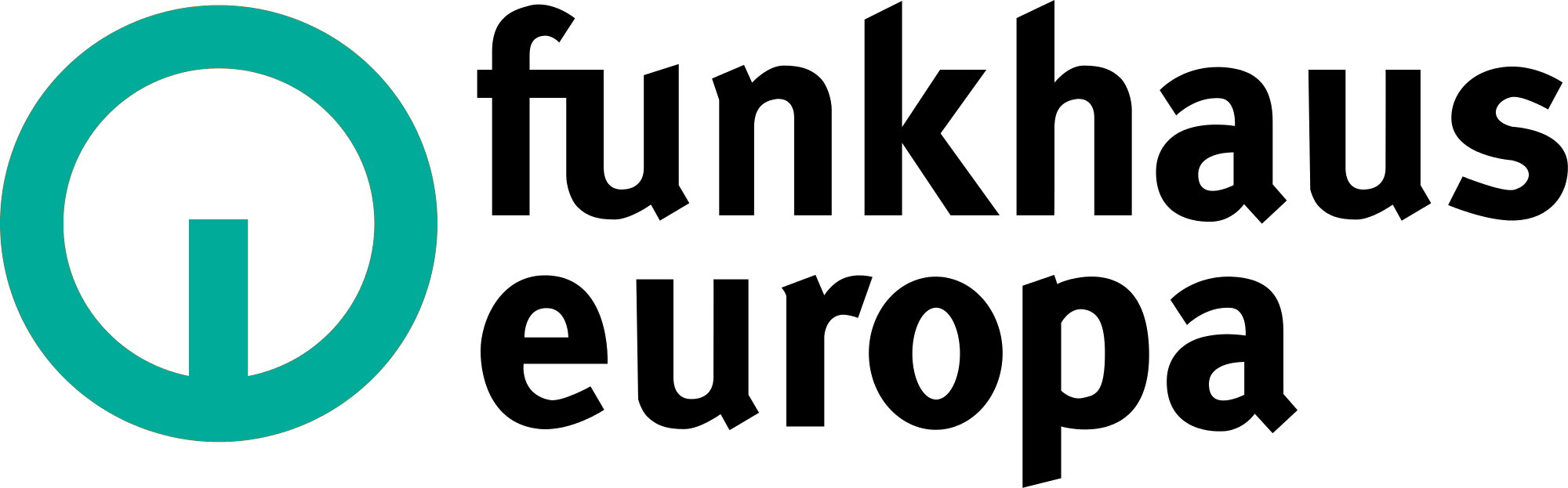
Logo de Funkhaus Europa (Radio Bremen) de 2016 à 2017
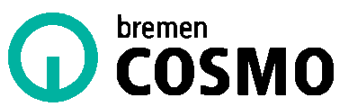
Logo de Bremen COSMO depuis le 1er janvier 2017

#### RBB

Logo de Funkhaus Europa (RBB) de 2009 à 2017
Logo de COSMO depuis le 1er janvier 2017

Logo alternatif de Funkhaus Europa (WDR) de 2008 à 2016
Logo alternatif de Funkhaus Europa de 2016 à 2017

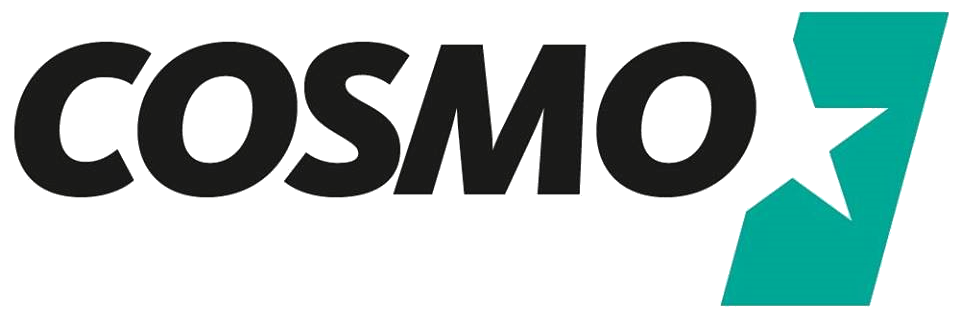
Logo alternatif de COSMO depuis le 1er janvier 2017